# Teatre de les Arts
El Teatre de les Arts va ser un espai escènic ubicat al carrer Casanova, números 1 i 3, cantonada amb el carrer de Floridablanca, número 139, de Barcelona; on des de finals del segle xix, s'hi van donar cita diverses societats recreatives: Cercle Artístic Recreatiu, La Serpentina, La Modernista, Sport Patín,...; així com altres moltes activitats de tipus lúdic.
El Teatre de les Arts va acollir també, a principis del segle xx, algunes sessions teatrals del Teatre Íntim d'Adrià Gual.
El Teatre de les Arts va desaparèixer com a tal després de patir un incendi l'any 1906.
A partir d'aleshores, s'hi instal·la la societat "La Bohèmia Modernista" del nom de la qual se'n derivarà tot seguit la inauguració del Gran Cine Bohemia. Anys després, l'indret esdevindrà, des del 1934 fins al 1973, el Sala Gran Price, espai que va acollir, entre moltes altres activitats, grans sessions de boxa i el famós primer Festival Popular de Poesia Catalana, el dissabte, 25 d'abril de 1970.

## Estrenes de teatre
- 1904, 13 de gener. Misteri de dolor, drama de món en tres actes, original d'Adrià Gual. Estrenat en la sessió XXIV del Teatre Íntim d'Adrià Gual.
- 1904, 3 de febrer. Els teixidors de Silèsia, drama en cinc actes, original de Gerhart Hauptmann i amb traducció de Carles Costa i Josep Maria Jordà.
- 1904, 26 de març. La formiga, monòleg d'Ignasi Iglésias.
- 1904, 17 de desembre. La dama alegre, comèdia dramàtica en tres actes, original de Joan Puig i Ferreter.
- 1904, 17 de desembre. Jugant a puput, o, Un matrimoni enredat!, comèdia en 1 acte, original d'Emili Boix.
- 1905, 14 de gener. Fructidor, drama en tres actres, original d'Ignasi Iglésias.
- 1905, 29 de gener. La festa dels ocells, quadre de costums en un acte, original d'Ignasi Iglésias.